# Prêmio Sandford Fleming
O Prêmio Sandford Fleming (em inglês:  Sandford Fleming Award) foi instituído em 1982 pelo Royal Canadian Institute. Consiste da Medalha Sandford Fleming com citação. É concedido anualmente a um canadense que contribuiu com destaque para o entendimento público da ciência. É denominado em memória de Sandford Fleming.

## Recipientes
- 1982: David Suzuki
- 1983: Lydia Dotto
- 1984: Lister Sinclair
- 1985: Helen Sawyer Hogg
- 1986: Jay Ingram
- 1987: John Tuzo Wilson
- 1988: Fernand Seguin
- 1989: Fred Bruemmer
- 1990: Joan Hollobon e Marilyn Dunlop
- 1991: Annabel Slaight
- 1992: Terence Dickinson
- 1993: Carol Gold
- 1994: Edward Struzik
- 1995: Eve Savory
- 1996: Derek York
- 1997: John R. Percy
- 1998: Sid Katz
- 1999: John Charles Polanyi
- 2000: Ursula Martius Franklin
- 2001: J. N. Patterson Hume
- 2002: Bob McDonald
- 2003: Robert Buckman
- 2004: M. Brock Fenton
- 2005: Joe Schwartz
- 2006: Paul Fjeld
- 2007: Peter Calamai
- 2008: Henry Lickers
- 2009: David Schindler
- 2010: Paul Delaney
- 2011: John Dirks
- 2012: Robert Thirsk
- 2013: Chris Hadfield
- 2014: Penny Park
- 2015: Molly Shoichet
- 2016: Ivan Semeniuk
- 2018: John Smol[2]
- 2019: Dan Falk[3]